# 大久保教倫
大久保 教倫（おおくぼ のりみち）は、駿河松長藩の第4代藩主。荻野山中藩大久保家4代。
宝暦元年（1751年）、第3代藩主・教起の長男として生まれる。宝暦5年（1755年）に父が死去したため家督を継いだ。明和4年（1767年）12月16日、従五位下、長門守に叙任する。明和7年（1770年）11月26日、田安門番を務めていたとき、番舎を焼失させるという不手際を起こしたため、明和8年（1771年）まで出仕を停止させられた。
安永2年（1773年）5月9日に死去した。享年23。子はなく、跡を養子の教翅が継いだ。

## 系譜
父母
- 大久保教起（父）

婚約者
- 板倉勝興の娘

養子
- 大久保教翅 ー 大久保教近の長男